# Lapa dos Dinheiros
Lapa dos Dinheiros is een plaats (freguesia) in de Portugese gemeente Seia en telt 416 inwoners (2001).